# Hidrostatično ravnovesje
Gre za ravnovesje med silo, ki hoče zvezdo stisniti tako, da bi se sesedla sama vase, in silo, ki jo hoče razgnati od znotraj navzven. Prva sila se imenuje gravitacija, lastna težnost zvezde, druga pa sevalni pritisk, ki nastaja zaradi procesov jedrskega zlivanja vodika v helij, in drugih procesov, ki spremljajo razvoj posamezne zvezde glede na njeno začetno maso.
Obstajajo pa tudi zvezde, kjer je to ravnovesje - termostat - porušeno. V takšnih primerih gre bodisi za izjemno goste objekte, ali pa za objekte, ki pomenijo zadnje stopnje razvoja pred novo, ali supernovo in hipernovo, pač glede na maso zvezde. Goste objekte imenujemo bele pritlikavke, in nevtronske zvezde. Velike napihnjene zvezde, v katerih pa prevladuje sevalni pritisk pa imenujemo orjakinje, nadorjakinje in hiperorjakinje.